# Cernik (Žumberak)
Cernik es una localidad de Croacia en el municipio de Žumberak, condado de Zagreb.

## Geografía
Se encuentra a una altitud de 438 m s. n. m. a 72,6 km de la capital nacional, Zagreb.

## Demografía
En el censo 2011, el total de población de la localidad fue de 11 habitantes.